# Транспортная медаль

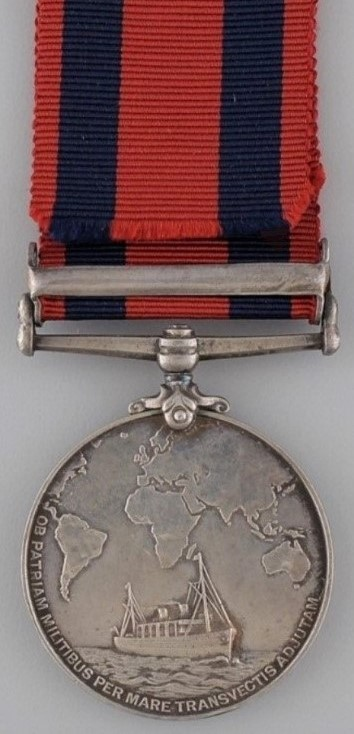
Реверс медали

Транспортная медаль (англ. Transport Medal) — британская медаль за участие кампании, учреждённая 8 ноября 1903 года и присуждаемая лордами-комиссарами Адмиралтейства. Медалью награждались капитаны и личный состав Торгового флота Великобритании (в том числе старшие, вторые и третьи помощники; главные, вторые и третьи механики; казначеи и судовые врачи), которые были наняты Транспортной службой для переброски войск в Южную Африку для участия в войне против буров или в Китай для подавления Боксёрского восстания. Также награждался личный состав госпитальных судов.
Предполагалось, что медалью будут награждаться соответствующие участники всех последующих воинских кампаний, однако после второй англо-бурской войны и подавления Боксёрского восстания медали больше не вручались.

## Описание
Медаль диаметром 32 мм, изготовлена из серебра. При помощи ушка соединяется с прямоугольной колодкой. На аверсе изображён профиль правившего тогда короля Великобритании Эдуарда VII в униформе КВМС с подписью на латыни EDWARDVS VII REX IMPERATOR. На реверсе изображён корабль HMS Ophir на фоне карты мира и с подписью OB PATRIAM MILITIBUS PER MARE TRANSVECTIS ADJUTAM.
Имя награждённого (без воинского звания и указания корабля) наносится на гурт медали прописными буквами. Лента шириной 32 мм красная с тёмно-синими полосами по краям.

## Награждения
S.AFRICA 1899—1902
За службу, связанную с Южноафриканской войной (англ. For services related to the South African War)
CHINA 1900
За службу, связанную с Боксёрским восстанием (англ. For services related to the Boxer Rebellion)
Всего было награждено 1719 человек — члены экипажа 117 транспортных и 11 госпитальных судов. По одним данным, из них 1219 человек были награждены этой медалью за участие в войне против буров, 322 за подавление восстания в Китае и 178 за участие в обеих кампаниях. По другим данным — 1270 человек за участие в войне против буров, 323 — за подавление восстания в Китае, 188 — за участие в обеих кампаниях.